# Thea de Terra

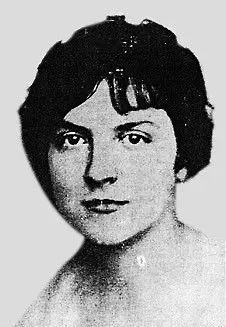
Thea de Terra (undatiert)

Thea de Terra, verheiratete Zimmermann (* 15. Januar 1901 in Berlin als Thea Irma Elsa Hett; † 30. Dezember 1939 bei Alpnachstad) war eine deutsch-schweizerische Autorennfahrerin.

## Familie
Als Tochter der Modistin Agnes Hett (später Agnes de Terra) und des Verlegers Friedrich Fontane wuchs Thea Hett in bescheidenen Verhältnissen auf. Ihre geplante Hochzeit mit einem Offizier wurde 1919 von der Armee wegen der unehelichen Herkunft der Braut verboten; das gemeinsame Kind liess Hett abtreiben und kam dabei fast ums Leben. Sie nahm den neuen Namen ihrer Mutter an und arbeitete als Empfangsdame und Barkeeperin im Hotel Adlon.

## Karriere
Ab 1926 nahm sie mit ihrem Dixi 3/15 PS erfolgreich an Autorennen teil, wie etwa der Ostpreussen-Fahrt, der ADAC-Reichs- und der Alpenfahrt, auf dem Nürburgring und beim Buckower Dreiecksrennen. Ihre Erfahrungen dokumentierte sie im Artikel «Die Frau als Rennfahrerin» im Berliner Auto-Magazin vom Juni 1928. Im Verkehrserziehungsfilm «Im Strudel des Verkehrs» (1925) spielte sie eine Hauptrolle.
1932 heiratete Thea de Terra den Schweizer Bernhard Zimmermann, Direktor der Pilatusbahn, und zog zu ihm nach Alpnachstad. Nach der nationalsozialistischen Machtergreifung unterstützte sie Deutsche, die in die Schweiz flüchteten. Von Nachbarn wurde sie als Nazi-Spionin verleumdet, wogegen sich ihr Mann erfolgreich gerichtlich wehrte.
Am 30. Dezember 1939 kam die ehemalige Rennfahrerin, die bei allen ihren Rennen unfallfrei geblieben war, zusammen mit ihrem achtjährigen Stiefsohn Benno bei einem Autounfall ums Leben. Ihr Wagen kam auf der Seestrasse zwischen Alpnachstad und Stansstad bei der «Höllegg» von der Strasse ab und stürzte in den See.